# 고요이 에덴노 카타스미데
《오늘밤 에덴의 한쪽 구석에서》(일본어: 今宵エデンの片隅で 고요이에덴노카타스미데[*])는 GARNET CROW의 22번째 싱글이다. 2006년 8월 16일 GIZA studio에서 발매되었다.
전곡의 작곡은 나카무라 유리, 작사는 아즈키 나나, 편곡은 후루이 히로히토가 맡았다.
4개월 연속 CD 발매의 두 번째 작품이다. GARNET CROW 싱글로는 처음으로 디지팩 케이스를 사용하고 있다.

## 수록곡
1. 오늘밤 에덴의 한쪽 구석에서
2. 잃어버린 이야기 (일본어: 失われた物語)
3. nonsense
4. 오늘밤 에덴의 한쪽 구석에서

## 차트 성적
- 최고순위 14위 (오리콘)